# Heiloo

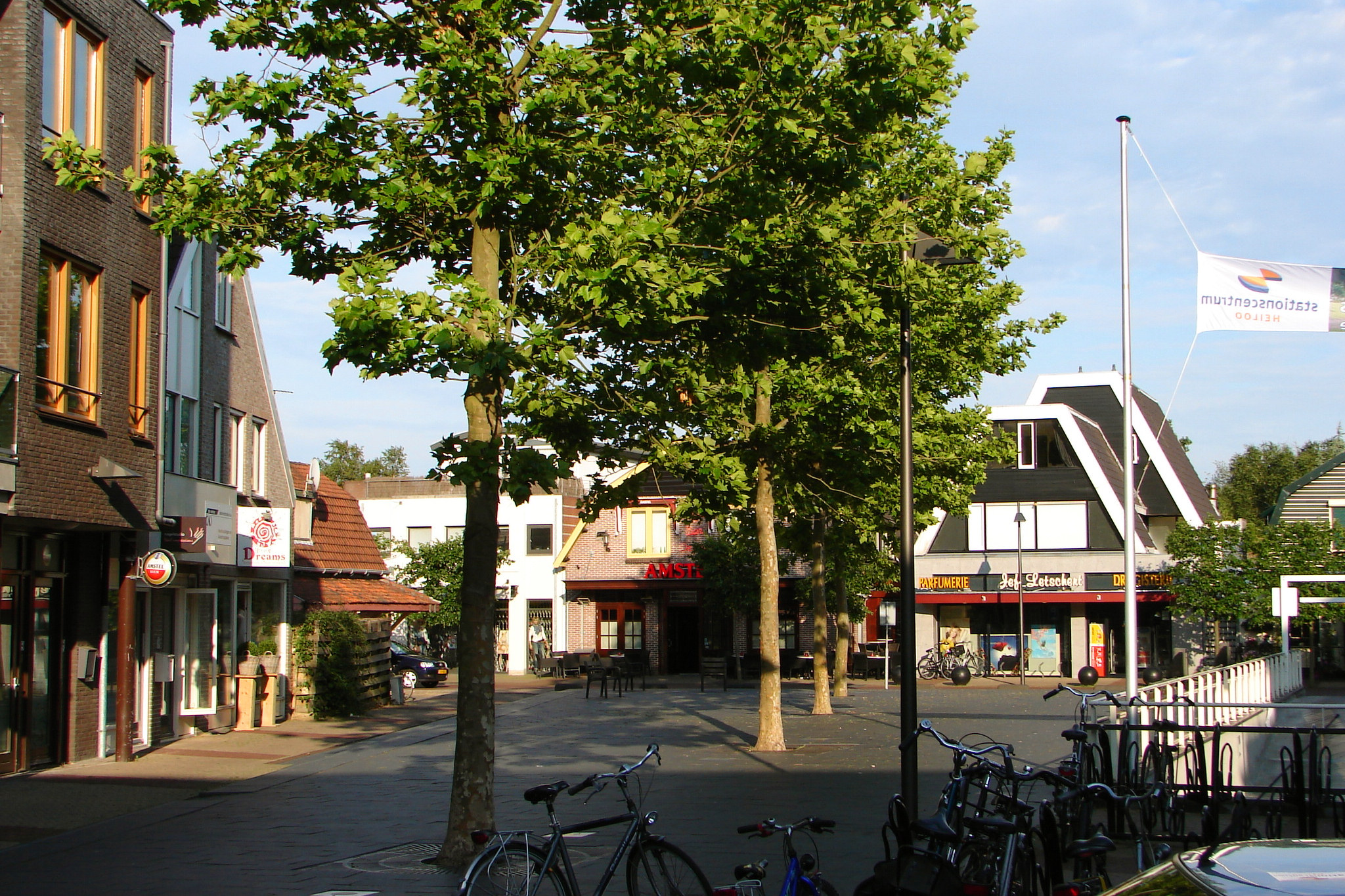
Heiloos centrum.

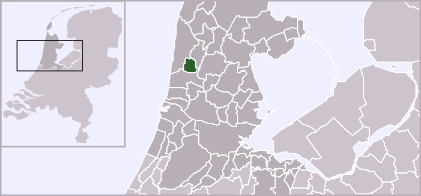
Heiloos läge

Heiloo, kommun i nordvästra Nederländerna i provinsen Noord-Holland. Staden har en area på 18,99 km² (vilket 0,20 km² utgörs av vatten) och en folkmängd på 22 058 invånare (2004).